# Embrithopoda
Die Embrithopoda sind eine ausgestorbene und bisher wenig untersuchte Säugetiergruppe, die vom ausgehenden Paläozän bis zum späten Oligozän vor etwa 60 bis 24 Millionen Jahren lebten. Sie gehören zu den Afrotheria und sind näher mit den Rüsseltieren und Seekühen verwandt. Das hauptsächliche Verbreitungsgebiet war Afrika zusammen mit der damals verbundenen Arabischen Halbinsel und das westliche Eurasien, wobei hier bisher nur Funde aus der Türkei und aus Rumänien bekannt sind. Der bedeutendste und am besten dokumentierte Vertreter ist Arsinoitherium, welches erstmals Anfang des 20. Jahrhunderts im Fayyum entdeckt wurde. Bis in die 1970er Jahre galt Arsinoitherium auch als einziges Mitglied der Embrithopoda, erst dann wurden nach und nach weitere Gattungen und Arten entdeckt. Rekonstruktionen zufolge lebten die Vertreter der Embrithopoda an den Rändern von Seen und Sümpfen.

## Merkmale

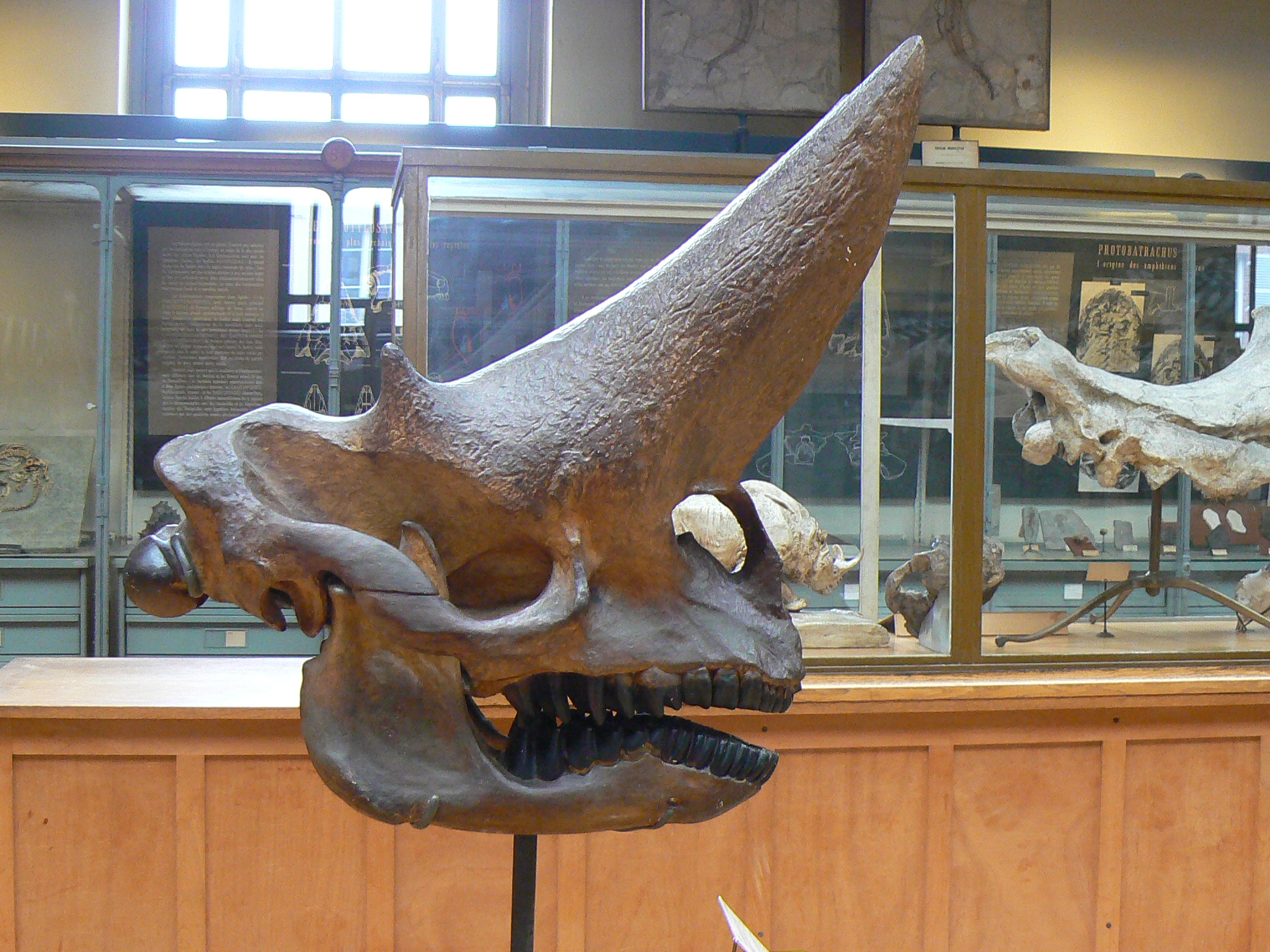
Schädel von Arsinoitherium

Die Embrithopoda waren eine wenig formenreiche Gruppe, deren Vertreter bis auf die terminale Form Arsinoitherium weitgehend nur anhand von Zahn- und Schädelfundmaterial bekannt sind. Spezielle Merkmale liegen hier in einem Gebiss mit unreduzierter Zahnanzahl, so dass die vollständige Bezahnung der frühen Höheren Säugetiere mit 44 Zähnen bestand. Die Zahnreihe war geschlossen und nicht durch ein Diastema unterbrochen. Zudem wiesen die Embrithopoda mit Ausnahme der frühesten Vertreter sehr hohe (hypsodonte) Zahnkronen auf. Weiterhin besaßen die Molaren zwei querstehende Zahnschmelzleisten auf der Kauoberfläche, sie waren also typisch für Huftiere bilophodont gestaltet. Die Lophodontie bei den Embrithopoda wurde aber nicht durch Leisten zwischen den vier Haupthöckern eines Molars (Para- und Metaconus auf der Wangenseite sowie Proto- und Hypoconus (Pseudohypoconus bei den Tethytheria) auf der Zungenseite; jeweils bezogen auf die oberen Molaren) erreicht. Vielmehr verschoben sich bei den Embrithopoda der Para- und Metaconus von der Wangen- Richtung Zungenseite, während sich die dortigen Höcker reduzierten. Auf der Wangenseite entstanden wiederum aus zwei Nebenhöckern (Para- und Mesostyl) zwei größere Höcker, die sich dann über Leisten mit dem Para- und Metaconus verbanden. Die Leisten zwischen den wangen- und zungenseitigen Höckerstrukturen werden bei den Embrithopoda daher auch mit Präpara- und Prämetacrista bezeichnet und als Pseudolophen („Pseudoleisten“) angesehen. Das unterscheidet die Embrithopoda auch von den Huftieren und den übrigen Tethytheria, bei denen die höckerverbindenden Leisten durch das Proto- und Paraloph gebildet werden. Aufgrund der etwas anders gearteten Struktur geht man bei den Embrithopoda von einer „Pseudolophodontie“ aus.
Im übrigen Skelettbau zeigt vor allem Arsinoitherium eine äußerlich nashornähnliche Gestaltung mit einem langen und kräftigen Körper, säulenartigen, kurzen Beinen und fünfstrahligen Vorder- und Hinterfüßen. Der Schädel wies zwei charakteristische, knöcherne Hornpaare auf, von denen das vordere sehr groß war und komplett aus dem Nasenbein gebildet wurde. Das hintere kleine saß auf dem Stirnbein auf. Die Ausbildung von Blutkanälchen auf den Hörnern gibt an, dass sie ursprünglich von Haut überzogen waren. Einzelne Schädelreste von frühen Formen wie Stylolophus und Palaeoamasia weisen darauf hin, dass diese keine Hörner ausgebildet hatten. Stammesgeschichtlich frühe Vertreter wie Stylolophus besaßen vermutlich ein Körpergewicht von 20 bis 128 kg, das wenig modernere Palaeoamasia brachte rund 275 kg auf die Waage. Arsinoitherium als der jüngste Angehörige erreichte mit wohl 1,5 bis 2,4 t Lebendgewicht gewaltige Ausmaße.

## Paläohabitat und Paläobiologie

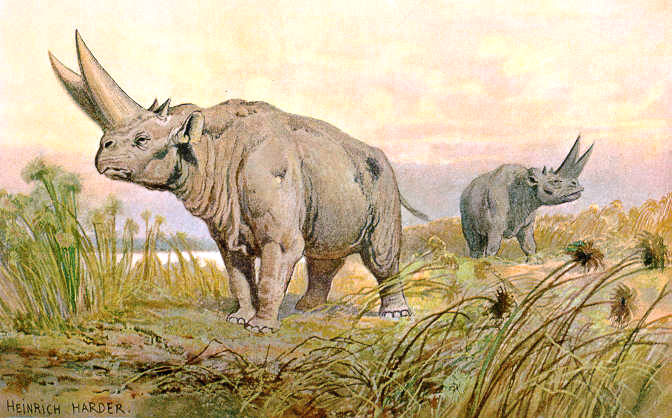
Lebendrekonstruktion von Arsinoitherium, Zeichnung von Heinrich Harder

Die Embrithopoda bewohnten die Regionen nördlich und südlich des ehemaligen Tethys-Ozeans. Bekannt sind sie von Funden aus der Türkei, Rumänien und weiten Teilen Afrikas. Die bedeutendsten und bisher umfangreichsten Reste stammen aber aus dem Fayyum in Ägypten. Die Tiere zeigen eine typische Anpassung an einen schweren Körperbau mit sehr langen oberen Beinabschnitten (Oberam- und Oberschenkelknochen) und kurzen unteren, wodurch das Kniegelenk an den Hinterbeinen sehr tief lag und eine kurze Schrittlänge impliziert. Die Füße waren extrem plantigrad ausgebildet, noch stärker als bei heutigen Elefanten. Die nicht verwachsenen Lendenwirbel geben aber einen schwach entwickelten Beckengürtel an, während die Struktur der Halswirbel anzeigt, dass der Schädel meist hoch gehalten wurde. Dadurch waren die Embrithopoda und vor allem Arsinoitherium wohl an ein semi-aquatisches Leben angepasst. Die Tiere lebten in Sumpflandschaften, wo sie gelegentlich an Land auf Nahrungssuche gingen. Da Fossilien von unter anderem Palaeoamasia in Kohlelagen gefunden wurden, welche in sumpfigen Milieus entstanden, kann eine derartige Lebensweise auch für frühere Formen angenommen werden.

## Systematik

### Äußere und Innere Systematik
Die Embrithopoda werden als Ordnung in die Säugetiergruppe der Paenungulata eingegliedert und innerhalb dieser genauer in das Taxon der Tethytheria. Die Tethytheria schließen die heute lebenden Vertreter der Elefanten und der Seekühe ein, die somit die nächsten rezenten Verwandten der Embrithopoda darstellen. Dadurch sind die Embrithopoda der Überordnung der Afrotheria zuzuweisen, einer der vier Hauptlinien der Höheren Säugetiere, die allerdings ein molekulargenetisch definiertes Taxon darstellen.
Stellte Charles William Andrews die Embrithopoda anfänglich, 1906, noch in die systematische Nähe der Schliefer, zeigten spätere Untersuchungen eine Verwandtschaft mit den Elefanten und Seekühen auf. Die Stellung innerhalb der Tethytheria wird unter anderem durch einige Schädelmerkmale angezeigt, etwa der nach hinten verlängerte Mittelkieferknochen, der das Stirnbein kontaktiert. Dieses Merkmal vereint auch die Seekühe und die Rüsseltiere und gilt als Charakteristikum der Tethytheria. Ähnliches kann zu den hinteren Zähnen gesagt werden, die bei den Tethytheria durch die Reduktion des Ectolophs, einer Schmelzleiste an der Zahnaußenseite, nicht mehr selenodont wirken, wie es noch bei den Schliefern und einigen anderen Paenungulata der Fall ist. Die genaue Stellung innerhalb der Tethytheria ist aber in Diskussion. So sehen einige Forscher die Embrithopoda als Schwestergruppe der Seekühe oder der Rüsseltiere beziehungsweise als Stammgruppe der Tethytheria. Andere wiederum platzieren sie in die Nähe der Phenacolophidae. Teilweise werden die Phenacolophidae, die unter anderem Phenacolophus und Minchenella aus dem Paläozän des östlichen Asiens enthalten, als die urtümlichsten Mitglieder der Embrithopoda eingestuft. Diesen Vorschlag erteilte neben Malcolm C. McKenna im Jahr 1977 unter anderem auch Leigh Van Valen im Jahr darauf, letztgenannter prägte hierbei auch den Namen der Familie. Dies wurde in der Vergangenheit häufig angezweifelt mit Hinweisen auf eine fehlende Untermauerung dieser Ansicht. Untersuchungen zur Mikrostruktur des Zahnschmelzes zeigen, dass die Phenacolophidae nicht zu den Embrithopoda gehören. Mitunter gelten die Phenacolophidae als eher basale Gruppe innerhalb der Tethytheria, die Struktur der Mahlzähne könnte auch für eine nähere Beziehung zu den Laurasiatheria, speziell den Unpaarhufern sprechen.
Innerhalb der Embrithopoda werden sieben Gattungen mit knapp einem Dutzend Arten unterschieden. Die innere Gliederung bereitet bisher Schwierigkeiten. Ursächlich verantwortlich dafür ist das nur spärlich überlieferte Material. Demnach liegen von drei Gattungen (Stylolophus, Palaeoamasia und Arsinoitherium) sowohl Reste des oberen und unteren Gebisses vor, weitere drei Gattungen (Namatherium, Axainamasia und Hypsamasia) sind nur über obere Gebissreste bekannt, eine weitere Gattung (Crivadiatherium) nur über untere. Dadurch sind die Vergleichsmöglichkeiten eingeschränkt und die Beziehungen zueinander können nur lückenhaft rekonstruiert werden. Das sehr urtümliche Stylolophus wird an der Basis der Entwicklung der Embrithopoda gesehen, wofür unter anderem die geringe Kronenhöhe der Zähne und einzelne spezielle Zahnmerkmale sprechen. Die Gattung wird in die monotypische Familie der Stylolophidae gestellt. Die Gliederung der übrigen Gattungen ist nicht eindeutig. Einige Forscher bevorzugen eine Aufteilung in zwei Familien, die Palaeoamasidae und die Arsinoitheriidae, was auch zwei Studien aus den Jahren 2018 und 2021 bestätigen. Die Palaeoamasidae sind auf Eurasien beschränkt und stellen stammesgeschichtlich frühe Mitglieder der Gruppe, während die Arsinoitheriidae in Afrika und auf der Arabischen Halbinsel, die damals mit dem Kontinent eine Einheit bildete, verbreitet waren und die stammesgeschichtlich jüngeren Formen einschließen. Beide Gruppen unterscheiden sich in der Größe der Tiere allgemein, dem Grad der Hypsodontie der hinteren Backenzähne und der Intensität der Ausbildung einer dritten Lophe auf dem letzten Molaren. Eine phylogenetische Untersuchung aus dem Jahr 2016 unterstützt hingegen die Zuweisung in eine Familie, die Arsinoitheriidae, die dann mit den Palaeoasaminae und den Arsinoitheriinae zwei Unterfamilien vereint. Problematisch ist die Stellung von Namatherium, das in seiner Erstbeschreibung unter Einbeziehung zahlreicher Schädelmerkmale als nahe verwandt mit Arsinoitherium betrachtet wurde. Die phylogenetischen Untersuchungen aus dem Jahr 2016 sehen es aber aufgrund zahnmorphologischer Charakteristika als Schwestertaxon zu den übrigen Vertretern der Embrithopoda (mit Ausnahme von Stylolophus, das damals noch nicht bekannt war). Dagegen plädieren die Studien aus den Jahren 2018 und 2021 wiederum für eine Nahverwandtschaft mit Arsinoitherium.

### Überblick über die Familien und Gattungen der Embrithopoda
Insgesamt werden sieben Gattung mit knapp einem Dutzend Arten unterschieden, einige weitere Arten sind bisher unbeschrieben. Die hier vorgestellte Gliederung folgt Gheerbrant et al. 2021:
- Ordnung: Embrithopoda Andrews, 1906

- Familie: Stylolophidae Gheerbrant, 2021

- Stylolophus Gheerbrant, Schmitt & Kocsis, 2018

- Familie: Palaeoamasidae (auch Palaeoamasiidae) Sen & Heintz, 1979

- Axainamasia Métais, Coster, Kaya, Licht, Miller, Ocakoğlu, Rust & Beard, 2024
- Crivadiatherium Radulesco, Iliesco & Iliesco, 1976
- Hypsamasia Maas, Thewissen & Kappelmann, 1998
- Palaeoamasia Ozansoy, 1966

- Familie: Arsinoitheriidae Andrews, 1904

- Arsinoitherium Beadnell, 1902
- Namatherium Pickford, Senut, Morales, Mein & Sanchez, 2008

## Stammesgeschichte
Die Embrithopoda besitzen eine relativ lange stammesgeschichtliche Vergangenheit, die im ausgehenden Paläozän vor rund 60 Millionen Jahren begann. Ihr Ursprung und evolutionäre Geschichte sind weitgehend noch ungeklärt. Die Verteilung des Fossilmaterials mit den palaeoamasinen Formen am nördlichen und den arsinoitheriinen Formen am südlichen Rand des Tethys-Ozeans führte anfänglich zur Diskussion eines sowohl eurasischen wie afroarabischen Ursprungs mit jeweiligen anschließenden Auswanderungsereignissen. Die Tatsache, dass die jüngsten Vertreter der Palaeoamasidae und die ältesten der Arsinoitheriidae sich zeitlich überschneiden, lässt aber eine direkte Herkunft letzterer aus ersteren zweifelhaft erscheinen. Demnach muss die Aufspaltung der Embrithopoda wesentlich weiter in der Vergangenheit liegen, wofür wiederum auch die paläobiogeographische Verbreitung der beiden Verwandtschaftsgruppen spricht. Generelle Entwicklungstrends innerhalb der Embrithopoda sind in der allgemein massiven Körpergrößenzunahme und der Umgestaltung der Backenzähne von niedrigen zu hohen Zahnkronen zu finden.
Die bisher stammesgeschichtlich ursprünglichste Form liegt mit Stylolophus aus dem Ouled-Abdoun-Becken in Marokko vor und datiert in das Untere Eozän. Das relativ kleine Tier mit einer Molarenreihe von 4 cm Länge besaß bereits die typischen Backenzähne mit zwei Leisten, die Zahnkronen waren aber noch relativ niedrig. Die Schädel ist über ein fragmentiertes Stück dokumentiert. An diesem sind noch keine Hörner erkennbar, allerdings treten vergrößerte Stirnhöhlen auf, die möglicherweise als Vorstufen der Hornausbildung angesehen werden können. Sowohl das hohe Alter als auch die urtümlichen Merkmale von Stylolophus können als Hinweis darauf gewertet werden, dass die Embrithopoda in Afrika entstanden und sich erst später über die Tethys nach Norden ausbreiteten. Der ehemalige Ozean trennte damals die eurasische von der afrikanischen Festlandsmasse.
Vom Nordrand der Tethys konnte allerdings der fossil bisher älteste Nachweis der Embrithopoda erbracht werden. Es handelt sich um Hypsamasia aus der Uzunçarşıdere-Formation im Haymana-Polatlı-Becken in der Nähe von Ankara im zentralen Anatolien. Die stratigraphische Position dieser fossilreichen Gesteinsbildung wird aufgrund von Begleitfunden wie dem Huftier Hilalia aus der Gruppe der Pleuraspidotheriidae mit dem ausgehenden Paläozän angenommen, allerdings ist die genaue Einstufung in Diskussion. Hypsamasia ist nur anhand weniger Oberkieferbackenzähne bekannt, die deutlich hochkronig sind (hypsodont). Gegenüber Hypsamasia war Palaeoamasia mit seinen eher niederkronigen (brachyodonten) Backenzähnen noch markant urtümlicher gestaltet. Zudem erreichte es nicht die Ausmaße seines Verwandten, der zweite Molar wurde durchschnittlich 2,9, der dritte 4 cm breit. Die Typusfundstelle umfasst die Eski-Çeltek-Formation in der Nähe von Amasya in der nördlichen, zentralen Türkei. Diese gehört dem Ypresium des Unteren Eozäns an, was anhand eines dünnen foraminiferenhaltigen Bandes dicht über der eigentlichen Fundschicht angezeigt wird, weiterhin auch durch die Anwesenheit des mit Hilalia verwandten Parabunodon. Bisher ist Palaeoamasia von etwa rund einem halben Dutzend Fundstellen in der Türkei bekannt, so unter anderem aus Bultu-Zile und Çiçekdağı im zentralen Bereich. Ein isolierter Mahlzahn von der heutigen Insel Rab in Kroatien datiert in das Obere Eozän und markiert den westlichsten Fundpunkt. Diese weitgestreute Verbreitung unterstützt die Annahme, dass vom späten Unteren bis zum Oberen Eozän eine zusammenhängende balkananatolischen Landmasse bestand. Insgesamt umfasst das Fundmaterial von Palaeoamasia nur rund ein Dutzend Reste von Unterkiefer- über Oberkieferfragmenten bis hin zu Schädelteilen. Die Erhaltung des Schädeldaches der beiden bekannten Schädel lässt vermuten, dass bei Palaeoamasia noch keine knöchernen Hörner ausgebildet waren. Ein Oberkieferfragment mit den zwei hinteren Mahlzähnen aus der Cemalletin-Formation bei Boyabat an der türkischen Schwarzmeerküste kann zeitlich in den Übergang vom Eozän zum Oligozän eingestuft werden. Es repräsentiert den bisher jüngsten Fund der Embrithopoda in Eurasien. Ursprünglich wurde das Stück zu Palaeoamasia gestellt, gilt aber nun zur Gattung Axainamasia gehörig. Charakteristisch sind die breiten Zähne. Die Gesamtlänge der beiden Zähne beträgt rund 6 cm, wodurch Axainamasia zu den mittelgroßen Vertretern der Embrithopoda zählt. Crivadiatherium wiederum zeigte deutlich modernere Merkmale gegenüber Palaeoamasia und Hypsamasia, die sich unter anderem in stärker molarisierten Prämolaren niederschlagen. Auch war es insgesamt größer und besaß einen zweiten Molar von etwa 4,8 und einen dritten von 5,5 cm Länge. Entdeckt wurde die Gattung, der wenigstens vier Arten zugewiesen werden können, in der Hateg-Depression im westlichen Teil Rumäniens. Das Alter der Fundstelle ist nicht vollständig geklärt, liegt aber zwischen Unterem Oligozän und Mittlerem Eozän. Weitere Funde in Form von Zähnen, Gebissfragmenten und einzelnen postcranialen Elementen wurden aus der Baraklı-Formation bei Çiçekdağı berichtet. Die Gesteinseinheit korreliert mit dem ausgehenden Unteren bis beginnenden Mittleren Eozän.
In Afrika sind die Embrithopoden erst wieder im Mittleren Eozän vor rund 49 Millionen Jahren mit Namatherium belegbar. Dieses ist bisher nur anhand eines Teilschädels aus der Nähe von Black Crow im Sperrgebiet von Namibia überliefert. Es zeichnet sich durch einen einfacheren Zahnbau mit wenig molarisierten vorderen Backenzähnen aus, die hinteren waren stärker hochkronig als bei den eurasischen Embrithopoden. Allerdings erreichte Namatherium nicht die Ausmaße der späteren Embrithopoden Afrikas, was sich an der Länge der Molarenserie von etwa 11,6 cm zeigt. Ob die Gattung bereits Hörner trug, ist aufgrund der Erhaltung des Schädels nicht zu beantworten, einige anatomische Merkmale im Bereich der Nase weisen aber darauf hin. Den bekanntesten und am häufigsten überlieferten Vertreter stellten die Embrithopoda mit Arsinoitherium, das vom Oberen Eozän bis zum Ende des Oligozäns über weite Teile des heutigen Afrika verbreitet war. Insgesamt sind mehr als 47 Individuen überliefert. Das Skelett ist nahezu umfassend untersucht, es gibt aber kein vollständig artikuliertes Skelett. Es ist zudem der größte Angehörige der Embrithopoda, dessen hinteren beiden Molaren 7,7 beziehungsweise 7,4 cm in der Länge maßen, die gesamte Molarenreihe wurde bis zu 23 cm lang. Zudem waren die Backenzähne extrem hypsodont und erreichten bis zu 13 cm Kronenhöhe. Herausragend sind die Funde des Fayyum in Ägypten dessen Ablagerungen in die Zeit des Oberen Eozäns und des Unteren Oligozäns vor 40 bis 30 Millionen Jahren datieren. Eine ähnliche stratigraphische Reichweite haben die Reste von der ebenfalls bedeutenden Fundstelle Dor el Talha in Libyen. Weitere obereozäne Funde stammen aus Tunesien und dem Oman auf der Arabischen Halbinsel, welche damals mit Afrika eine Landmasse formte. Aus dem Unteroligozän reihen sich weiterhin Funde von Malembe in Angola und von der Fundstelle Chilga in Äthiopien ein. An letzterem Fundplatz konnte zudem bisher unikat die größere der zwei beschriebenen Arten von Arsinoitherium erkannt werden. Der bisher jüngste Nachweis von Arsinoitherium und damit auch der Embrithopoda stammt aus Lothidok im nordwestlichen Kenia. Er datiert in das Obere Oligozän vor 27 bis 24 Millionen Jahren, umfasst bisher aber nur einen isolierten Backenzahn. Nach bisheriger Erkenntnis starben die Embrithopoda demnach noch vor dem Beginn des nachfolgenden Miozän aus, Funde aus dieser Zeit sind nicht bekannt. Ihr Ende könnte mit den gravierenden Änderungen im Übergang vom Oligozän zum Miozän einhergehen, als durch die Schließung der Tethys eine Landbrücke nach Eurasien entstand und so ein großer Faunenaustausch zwischen diesen beiden Kontinentalmassen einsetzte. Im Gegensatz zu den eher konservativen Embrithopoda erlebten andere ursprünglich endemisch afrikanische Tiergruppen wie etwa die Rüsseltiere eine umfassende Diversifizierung und besiedelten erfolgreich Eurasien.

## Forschungsgeschichte
Ursprünglich waren die Embrithopoda nur aus dem Fayyum in Ägypten bekannt, wobei alle Funde zur Gattung Arsinoitherium gehörten, das gleichzeitig das häufigste und am besten untersuchte Mitglied der gesamten Ordnung darstellt. Diese waren zuerst im Übergang vom 19. zum 20. Jahrhundert entdeckt worden, als der britische Geologe Hugh John Llewellyn Beadnell erstmals die Ablagerungen des Fayyum-Beckens untersuchte und dort auf Fossilien stieß. Nachdem sich ihm Charles William Andrews angeschlossen hatte, konnten ab 1901 weitere Funde geborgen werden, so unter anderem Riesenschlangen wie Gigantophis oder Rüsseltiere wie Barytherium und Moeritherium. Unter den Funden befanden sich auch Reste eines bis 3,4 m langen Säugetieres mit zwei knöchernen Hornpaaren auf dem Schädel, das 1902 von Beadnell die wissenschaftliche Bezeichnung Arsinoitherium erhielt. Weitere Arbeiten vor Ort erfolgten etwa zur gleichen Zeit durch die beiden Forscher Eberhard Fraas aus Deutschland und Richard Markgraf aus Österreich, die ebenfalls Funde von Arsinoitherium erbrachten. Im Jahr 1907 führte dann das American Museum of Natural History unter Leitung von Henry Fairfield Osborn eine große Expedition in die Fayyum-Region durch und entdeckte dabei wenigsten sechs vollständige Schädel von Arsinoitherium. Bis weit nach der Mitte des 20. Jahrhunderts waren sowohl die Gattung Arsinoitherium als auch die gesamte Ordnung der Embrithopoda nur aus dem Fayyum bekannt. Erst ab den 1980er Jahren wurden in weiteren Bereichen des afrikanischen Kontinentes zusätzliche Funde entdeckt, so im nördlichen Teil, etwa Libyen und Tunesien, in Angola im südwestlichen Afrika und in Ostafrika, etwa Äthiopien und Kenia. Um die Jahrtausendwende konnte diese fast panafrikanische Verbreitung dann durch Fossilien von der Arabischen Halbinsel erweitert werden.
Bereits 1966 waren Zahnreste aus der Eski-Çeltek-Kohlemine in der nördlichen Türkei der neuen Gattung Palaeoamasia zugewiesen worden, die aufgrund der Gestaltung der Oberkiefermolaren aber als Mitglied der Chalicotheriidae und so innerhalb der Unpaarhufer stehend aufgefasst wurde. Weiteres und aussagekräftigeres Fundmaterial führte 1979 zur Einordnung in die Embrithopoda. Dort bildeten sie eine eigene Unterfamilie, die Palaeoamasinae, die den Arsinoitheriinae gegenüberstand, allerdings nicht als deren direkter phylogenetischer Vorfahre angesehen wurde. Nur wenige Jahre zuvor war mit Crivadiatherium ein weiteres Mitglied der Embrithopoda aus Rumänien beschrieben worden, das in systematischer Nähe zu Palaeoamasia steht. Diesen Funden folgten weitere der gleichen Gattung in den 1980er Jahren. Damit war gezeigt, dass die Embrithopoda ursprünglich wesentlich weiter verbreitet waren und von Afrika bis zum westlichen Eurasien vorkamen. Ende der 1990er wurde Hypsamasia in der Zentraltürkei entdeckt. Da sich nun auch eine höhere Formenvielfalt innerhalb der Embrithopoda herausstellte, wurde im gleichen Zuge die Unterfamilie der Palaeoamasinae auf Familienebene angehoben, da diese bisher nur in Eurasien nachgewiesenen Vertreter sich deutlich von den afrikanischen Embrithopoden unterschieden. Dies ist aber nicht allgemein anerkannt. Im Jahr 2008 wurde das im südwestlichen Afrika aufgefundene Namatherium als ein naher Verwandter von Arsinoitherium und als ein stammesgeschichtlich älterer Vertreter der afroarabischen Embrithopoda wissenschaftlich eingeführt. Die bisher urtümlichste Form erhielt im Jahr 2018 mit der Gattung Stylolophus ihre wissenschaftliche Anerkennung. Funde sind aus Marokko überliefert. Mit Axainamasia konnte im Jahr 2024 ein geochronologisch relativ junger Angehöriger der eurasischen Embrithopoda aus der nördlichen Türkei vorgestellt werden.
Nur wenige Jahre nach der Erstbeschreibung von Arsinoitherium, 1904, verwies Andrews die Gattung zuerst in die Gruppe der Amblypoda, in der damals unter anderem auch die Dinocerata und Pantodonta standen. Noch im gleichen Jahr verwarf er diese Verwandtschaftsbeziehung und kreierte das Taxon Barypoda, dessen Name eine Referenz auf die kräftigen Gliedmaßen von Arsinoitherium darstellt. (im selben Zug führte Andrews die Barytheria ein, in welche er Barytherium, einen frühen Vertreter der Rüsseltiere, verwies und gruppierte diese mit den Amblypoda). Barypoda erwies sich darauf folgend als präokkupiert, da Ernst Haeckel diese Bezeichnung bereits 1866 für einige Beuteltiere verwendet hatte. Aus diesem Grund benannte Andrews seine Barypoda im Jahr 1906 in Embrithopoda um. Der Name setzt sich aus den griechischen Wörtern ἐμβριθής (embrithḗs „schwer“ oder „gewichtig“) sowie πους (poús, „Fuß“) zusammen und hat demzufolge die gleiche Bedeutung wie Barypoda. Der Namenswechsel wurde in der Fachzeitschrift Nature veröffentlicht, in seinem im gleichen Jahr erschienenen umfassenden Werk A descriptive catalogue of the Tertiary Vertebrata of the Fayum, Egypt konnte Andrews die Bezeichnung Embrithopoda nur in einer Fußnote erwähnen.